# Carl²
Carl² (Carl hoch 2) ist eine kanadische Comedy-Zeichentrickserie aus den Jahren 2005 bis 2011. Die Sitcom über Alltagsabenteuer eines Teenagers und dessen Klon wurde in über 100 Ländern im Fernsehen ausgestrahlt, darunter auch in Deutschland. Die Serie entstand beim Studio Portfolio Entertainment und wurde von Carolyn Hay, Lila Rose und Eva Almos entwickelt.

## Inhalt
Der kanadische 14-Jährige Carl Crashman lebt einen typischen Alltag an der Highschool. Da bestellt er versehentlich einen Klon von sich selbst über das Internet. Zunächst freut er sich über den Klon, den er C2 nennt, und hofft, dass der Klon ihm an der Schule und beim Werben um seine geliebte Skye hilft. Denn der Klon sieht zwar genau so aus und bewegt sich wie er, ist aber fleißiger, ambitionierter und charmanter. So kann Carl zunächst noch mehr faulenzen als zuvor, während C2, dessen Existenz er vor allen anderen verheimlicht, Aufgaben für ihn übernimmt. Nur seinem besten Freund Jamie James erzählt Carl von seinem Klon. Doch mit der Zeit bringt der Klon viele Probleme mit sich und gerät außer Kontrolle, sodass Carl doch wieder nicht faulenzen kann, sondern sich um C2 kümmern muss.

## Figuren
Carl Crashman ist ein fauler, stereotypischer Teenager, der stets einen Weg sucht, seinen Aufgaben im Alltag zu entfliehen. Seine Hobbys beinhalten Comics, Videospiele, Skateboarden und das Bloggen im Internet. Gerne verbringt er Zeit mit seinem besten Freund Jamie und seiner Freundin Skye. Meist benimmt er sich, zu Skyes Entsetzen, unausstehlich, leichtsinnig und ungehobelt. 
C2 ist äußerlich eine genaue Kopie Carls und wird von dem daher als Ersatz für ungeliebte Aufgaben eingesetzt. Doch C2 ist fleißiger und motivierter als sein Original – und naiver. So freut er sich stets, Carl zu Diensten zu sein, und er ist dankbar, für Carl in die Schule gehen zu können und erkennt nicht, dass Carl eigentlich einen Vorteil daraus zieht. Auch wenn Carl oft frustriert mit seinem Klon C2 ist, ist der doch eine erhebliche Erleichterung für Carls Leben. Ein kleiner Teil seiner DNS stammt vom Hund Rex, was sein abweichendes Verhalten seine Neigung, ein Frisbee mit dem Mund zu fangen, erklären soll.
Jamie James ist Carls bester Freund und der einzige, der auch von dessen Klon weiß. Der Afrokanadier ist stets bemüht, das Geheimnis zu wahren und seinem Freund zu helfen. Außerdem trägt er stets einen Camcorder mit sich herum, um Videos für Dokumentarfilme aufzunehmen, insbesondere von Carls Skateboarding.
Skye Flower Blue ist die Freundin von Carl, in die er verliebt ist, sie aber dennoch immer wieder verärgert. Die Vegetarierin engagiert sich für Umweltschutz und Tierrechte.

## Produktion und Veröffentlichung
Die Entwicklung der Serie begann im Jahr 2002. Es wurde ein Budget von 450.000 Dollar pro Folge angesetzt. Auftraggeber war zunächst der Family Channel, wobei die Anzahl der Folgen noch unklar war. Schließlich wurde die Serie auf der Auftraggeberseite von Teletoon übernommen. Dessen Programmchef beschrieb den Humor von Carl² als vergleichbar mit Typisch Andy!, das zuvor erfolgreich auf dem Sender lief. Die Serie entstand bei Portfolio Entertainment nach einem Konzept von Carolyn Hay, Lila Rose und Eva Almos. Als Autoren waren auch Ken Cuperus, Louise Moon, Erika Strobel, Steve Neilson und Aron Dunn sowie weitere beteiligt. Produzentin war Julie Stall und Regie führten Steve Neilson und Bill Speers. Die Designs stammen von Aleksandar Prohaska.
Die Serie ist in vier Staffeln eingeteilt, die alle von Teletoon in Kanada erstmals ausgestrahlt wurden. Die erste Staffel umfasst 26 Folgen, die anderen jeweils 13 Folgen. Auf Nick in Deutschland wurde nur die erste Staffel ausgestrahlt. Darüber hinaus gab es Ausstrahlungen in über 100 Ländern, darunter Australien, Polen, Frankreich, Südafrika, die USA und die Türkei sowie die Länder Lateinamerikas.
- Staffel 1, 26 Folgen, 7. August 2005 bis 19. Juli 2006 auf Teletoon, 12. Dezember 2006 bis 17. Januar 2007 auf Nick
- Staffel 2, 13 Folgen, 15. Dezember 2006 bis 18. März 2007 auf Teletoon
- Staffel 3, 13 Folgen, 4. Mai 2007 bis 26. August 2007 auf Teletoon
- Staffel 4, 13 Folgen, 3. Oktober 2010 bis 23. Januar 2011 auf Teletoon

## Synchronisation
| Rolle              | Englischer Sprecher | Deutscher Sprecher |
| ------------------ | ------------------- | ------------------ |
| Carl Crashman/C2   | Stuart Stone        | David Turba        |
| Jamie James        | Jordan Francis      | Wanja Gerick       |
| Skye Flower Blue   | Bryn McAuley        | Jill Schulz        |
| Chloe Crashman     | Emily Hampshire     |                    |
| Janet Crashman     | Kathy Laskey        |                    |
| Barney Crashman    | John Hemphill       |                    |
| Lorna Gail Lookman | Samantha Espie      |                    |
| Damien             | Matthew Ferguson    |                    |

Das Titellied Carl² wurde in der deutschen Ausstrahlung von Tommy Morgenstern eingesungen.